# Ajiadō
Ajiadō Co., Ltd. (株式会社 亜細亜堂, Kabushiki-gaisha Ajiadō, parfois appelé Ajiadō Animation Works) est un studio d'animation et une société de production japonais, particulièrement connu pour avoir réalisé et produit Zettai Shōnen (ja) et Spirit of Wonder.

## Histoire
En 1978, Tsutomu Shibayama (ja), Osamu Kobayashi et Michishiro Yamada (ja) ont fondé le studio sous le nom officiel Yugen-kaisha Ajiadō (有限会社亜細亜堂), indépendamment de Shin-Ei Animation, issu de la réorganisation du studio d'animation A Production. La dénomination Ajiadō était auparavant un nom de plume utilisé par Tsutomu Shibayama et Osamu Kobayashi.
En 1985, le studio devient une Kabushiki gaisha (société par actions). En 1987, il produit sa première série d'animation : l'OVA Twilight Q (トワイライトQ, Towairaito Q). En 1990, le studio Ajiadō fonde la société Dap International Kabushiki-gaisha (ダップインターナショナル株式会社, Dappu Intânashonaru Kabushiki-gaisha). En 1998, il crée en filiale un studio d'animation digitale.
En 2005, le studio Ajiadō produit la série télévisée d'animation Zettai shōnen (ja), réalisée par Tomomi Mochizuki et diffusée sur NHK BS2. En 2007, il produit Emma: A Victorian Romance Second Act, la seconde saison d'Emma: A Victorian Romance.

## Productions

### Séries télévisées
| Année | Titre                                                  | Dates de 1re diffusion | Dates de 1re diffusion | Nb. éps.   | Notes |
| Année | Titre                                                  | Début                  | Fin                    | Nb. éps.   | Notes |
| ----- | ------------------------------------------------------ | ---------------------- | ---------------------- | ---------- | --- |
| 1993  | Nintama Rantarō (ja)                                   | 10 avril 1993          | en cours               | À annoncer | Basée sur le manga Rakudai Ninja Rantarō (ja) de Sōbee Amako. |
| 2004  | Zorori le magnifique                                   | 1er février 2004       | 6 février 2005         | 52         | Basée sur la série de livres pour enfants japonais créée par Yutaka Hara et éditée par Poplar Publishing ; coproduction avec AmberFilmWorks (ja).                                        |
| 2005  | Majime ni Fumajime: Kaiketsu Zorori                    | 13 février 2005        | 28 janvier 2008        | 97         | Deuxième série de Zorori le magnifique ; coproduction avec Sunrise. |
| 2005  | Zettai shōnen (ja)                                     | 21 mai 2005            | 19 novembre 2005       | 26         | Projet original. |
| 2006  | Kujibiki♥Unbalance                                     | 6 octobre 2006         | 22 décembre 2006       | 12         | Série faisant partie de l'univers Genshiken. |
| 2007  | Emma: A Victorian Romance Second Act                   | 16 avril 2007          | 2 juillet 2007         | 12         | Seconde saison d'Emma: A Victorian Romance, précédemment produite par Pierrot. |
| 2013  | DD Hokuto no Ken (ja)                                  | 2 avril 2013           | 25 juin 2013           | 13 (26)    | Basée sur le manga de Kajio parodiant Ken le Survivant. |
| 2015  | DD Hokuto no Ken 2 (ja)                                | 7 octobre 2015         | 22 décembre 2015       | 12 (24)    | Suite de DD Hokuto no Ken. |
| 2015  | Hokuto no Ken: Ichigo Aji (ja)                         | 7 octobre 2015         | 22 décembre 2015       | 12         | Basée sur le manga écrit par Yūshi Kawata et dessiné par Imōto Yukito parodiant Ken le Survivant ; diffusée avec DD Hokuto no Ken 2 dans la case horaire DD Hokuto no Ken 2 Ichigo Aji+. |
| 2016  | Shūmatsu no Izetta                                     | 1er octobre 2016       | 17 décembre 2016       | 12         | Projet original. |
| 2018  | How Not to Summon a Demon Lord                         | 5 juillet 2018         | 20 septembre 2018      | 12         | Basée sur la série de light novel écrite par Yukiya Murasaki et illustrée par Takahiro Tsurusaki.                                                                                        |
| 2019  | Honzuki no gekokujō                                    | 3 octobre 2019         | 26 décembre 2019       | 14         | Basée sur la série de light novel écrite par Miya Kazuki et illustrée par Yō Shiina. |
| 2020  | Kakushigoto                                            | 2 avril 2020           | 18 juin 2020           | 12         | Basée sur le manga de Kōji Kumeta. |
| 2020  | Honzuki no gekokujō - Partie 2                         | 5 avril 2020           | 21 juin 2020           | 12         | Suite de Honzuki no gekokujō. |
| 2020  | Motto! Majime ni Fumajime Kaiketsu Zorori              | 5 avril 2020           | 8 novembre 2020        | 25         | Troisième série de Zorori le magnifique ; coproduction avec Bandai Namco Pictures. |
| 2021  | Kemono Incidents                                       | 10 janvier 2021        | 28 mars 2021           | 12         | Basée sur le manga de Shō Aimoto. |
| 2021  | Motto! Majime ni Fumajime Kaiketsu Zorori (saison 2)   | 2 avril 2021           | 22 octobre 2021        | 25         | Seconde saison de Motto! Majime ni Fumajime Kaiketsu Zorori. Co-production avec Bandai Namco Pictures.                                                                                   |
| 2022  | Motto! Majime ni Fumajime Kaiketsu Zorori (saison 3)   | 6 avril 2022           | 21 septembre 2022      | 25         | Troisième saison de Motto! Majime ni Fumajime Kaiketsu Zorori. Co-production avec Bandai Namco Pictures.                                                                                 |
| 2025  | From Bureaucrat to Villainess : Papa s'est réincarné ! | 10 janvier 2025        | En cours               | À annoncer | Basée sur le manga de Michiro Ueyama. |

### Films d'animation
| Année | Titre                                                            | Date de sortie    | Notes                                                                                            |
| ----- | ---------------------------------------------------------------- | ----------------- | ------------------------------------------------------------------------------------------------ |
| 1984  | Kakkun Cafe (ja)                                                 | 22 septembre 1984 | Œuvre originale ; coproduite avec Tokyo Media Connections.                                       |
| 1994  | J.League o 100-bai tanoshiku miru hōhō!! (ja)                    | 11 juin 1994      | Œuvre originale pour la J.League.                                                                |
| 1996  | Nintama Rantarō, le film (ja)                                    | 29 juin 1996      | Basée sur le manga Rakudai Ninja Rantarō (ja) de Sōbee Amako.                                    |
| 1997  | Donguri no ie (ja)                                               | 1997              | Basée sur le manga d'Osamu Yamamoto.                                                             |
| 2002  | Nintama Rantarō: Karakuri koji o toppa seyo!! no dan (ja)        | 2002              | Court-métrage en 3D.                                                                             |
| 2004  | Anime de jugemu (ja)                                             | 2004              | Projet original en collaboration avec Takara Mobile Entertainment.                               |
| 2006  | Majime ni Fumajime: Kaiketsu Zorori - Nazo no Otakara Daisakusen | 11 mars 2006      | Adaptation cinématographique des 38e et 39e romans ; coproduction avec Sunrise.                  |
| 2007  | Nintama Rantarō: Hoshi ni chikatta yūjō monogatari no dan (ja)   | 2007              | Court-métrage.                                                                                   |
| 2010  | Omae Umasōda na (ja)                                             | 16 octobre 2010   | Basé sur la série d'albums illustrés de Tatsuya Miyanishi et édité par Poplar.                   |
| 2011  | Nintama Rantarō: Ninjutsu gakuen zen'in shutsudō! no dan (ja)    | 12 mars 2011      | Adaptation cinématographique de Nintama Rantarō.                                                 |
| 2012  | Magic Tree House (en)                                            | 7 janvier 2012    | Basé sur la série éponyme de romans créés par Mary Pope Osborne et illustrés par Philipe Masson. |
| 2012  | Kaiketsu Zorori Da-Da-Da-Daibōken!                               | 22 décembre 2012  | Adaptation cinématographique des 47e et 48e romans ; coproduction avec Sunrise.                  |
| 2013  | Kaiketsu Zorori Mamoru ze! Kyōryū no tamago                      | 14 décembre 2013  | Adaptation cinématographique du 40e roman ; coproduction avec Sunrise.                           |
| 2015  | Kaiketsu Zorori: Uchū no yūsha-tachi                             | 12 septembre 2015 | Coproduction avec Bandai Namco Pictures.                                                         |
| 2019  | Bokura no nanakakan sensō                                        | 13 décembre 2019  | Adaptation du roman de Osamu Sōda.                                                               |
| 2021  | Kakushigoto                                                      | 9 juillet 2021    | Compilation de la série originale avec des scènes inédites.                                      |

### OAV
| Année | Titre                                             | Date(s) de sortie                 | Notes                                                            |
| ----- | ------------------------------------------------- | --------------------------------- | ---------------------------------------------------------------- |
| 1987  | Twilight Q - Time Knot: Reflection                | 28 février 1987                   | Œuvre originale.                                                 |
| 1990  | Licca-chan Fushigi na fushigi na Yūnia monogatari | 23 novembre 1990                  | Épisode basé sur la franchise de poupées Licca-chan.             |
| 1990  | Ankoku shinwa (ja)                                | 26 janvier 1990 - 23 février 1990 | 2 épisodes basés sur le manga de Daijirō Morohoshi.              |
| 1990  | Shiratori Reiko de Gozaimasu! (ja)                | 25 avril 1990                     | Épisode basé sur le manga de Yumiko Suzuki.                      |
| 1991  | Licca-chan Fushigina mahō no Ring                 | 23 novembre 1991                  | Épisode basé sur la franchise de poupées Licca-chan.             |
| 1992  | Licca-chan no nichiyōbi                           | 23 novembre 1992                  | Épisode basé sur la franchise de poupées Licca-chan.             |
| 1992  | Spirit of Wonder: China-san no Yūutsu             | 3 juin 1992 - 23 janvier 2004     | Épisodes basés sur le manga de Kenji Tsuruta.                    |
| 1994  | Licca-chan to yamaneko: Hoshi no tabi             | 23 novembre 1994                  | Épisode basé sur la franchise de poupées Licca-chan.             |
| 1998  | Yokohama kaidashi kikō                            | 21 mai 1998 - 2 décembre 1998     | 2 épisodes basés sur le manga de Hitoshi Ashinano.               |
| 2002  | Mahō no Star Magical Emi: Kumo hikaru             | 25 mai 2002                       | Épisode spécial basé sur la série Emi magique.                   |
| 2002  | Yokohama kaidashi kikō: Quiet Country Cafe        | 18 décembre 2002 - 5 mars 2003    | 2 épisodes faisant suite à Yokohama kaidashi kikō.               |
| 2002  | Soyokaze no okurimono (ja)                        | 27 décembre 2002                  | Compris dans le fan disc de Wind -a breath of heart-.            |
| 2006  | Genshiken                                         | 22 décembre 2006 - 25 avril 2007  | 3 épisodes faisant suite à la première saison de Genshiken.      |
| 2020  | Honzuki no gekokujō                               | 10 mars 2019                      | Épisode original publié avec le 22e roman principal de la série. |

## Autres participations
- Manga Nippon Mukashibanashi (ja) (Group TAC, série télévisée, 1975-1994)
- Doraemon (Shin-Ei Animation, série télévisée)
- Tokimeki Tonight (en) (Group TAC, série télévisée, 1982-1983)
- Creamy, merveilleuse Creamy (Studio Pierrot, série télévisée, 1983-1984)
- Onegai ! Samiadon (Tokyo Movie Shinsha, série télévisée, 1985)
- Touch (Group TAC, série télévisée, 1985-1987)
- Une vie nouvelle (Group TAC, série télévisée, 1987-1988)
- Kiteretsu Daihyakka (en) (Studio Gallop, série télévisée, 1988-1996)
- Chibi Maruko-chan (Nippon Animation, série télévisée, 1990)
- Chibi Maruko-chan : Watashi no Suki na Uta (Nippon Animation, film d'animation, 1992)
- Animaniacs (Tokyo Movie Shinsha, Warner Bros. Animation, bumpers et certains courts métrages de la 1re saison, 1993-1994)
- Karaoke Senshi Maikujirō (ja) (Studio Kikan, série télévisée, 1994)
- Wankorobē (ja) (Tokyo Movie, série télévisée, 1996)
- Nyani Ga Nyandā : Nyandā Kamen (ja) (Sunrise, série télévisée, 2000-2001)
- Hamtaro (TMS Entertainment, Shogakukan Music And Digital Entertainment, série télévisée, 2000-2006)
- Transformers: Animated (TV Aichi, Cartoon Network, série télévisée, générique d'introduction et eyecatchs exclusivement destinés au public japonais, 2007-2009/2010)

## Staff

### Directeurs
| - Tsutomu Shibayama (en) - Osamu Kobayashi - Hideo Kawauchi - Yumiko Suda | - Tomomi Mochizuki - Tsuneo Kobayashi - Hiroki Negishi - Reiko Suzuki | - Tomoko Iwasaki |

### Scénaristes
| - Michishiro Yamada - Yoshiyaki Yanagida - Masaya Fujimori - Hideyuki Funakoshi | - Kinichirō Suzuki - Yūko Ikuno - Masayuki Sekine - Hiroshi Kawaguchi | - Mitsuyuki Musaki - Yayoi Yoshikawa - Yūichi Nakajima - Yuki Nishioka | - Noriko Ogino - Tsuyoshi Ichiki - Yasuhiro Endō |